# Тимариха
Тимариха (рос. Тимариха) — присілок в Варнавинському районі Нижньогородської області Російської Федерації.
Населення становить 20 осіб. Входить до складу муніципального утворення Сєвєрна сільрада.

## Історія
Від 2009 року входить до складу муніципального утворення Сєвєрна сільрада.

## Населення
| 1999 | 2002 | 2010 |
| ---- | ---- | ---- |
| 59   | ↘39  | ↘20  |